# Michael Qvarsebo
Michael Qvarsebo, född 1945 i Stockholm, är en svensk konstnär. Sedan 1962 är han bosatt och verksam i Halmstad.

## Biografi

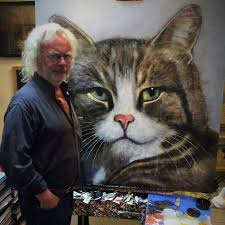
Michael Qvarsebo i sin ateljé i Halmstad

Michael Qvarsebo är son till dansaren och koreografen Per-Arne Qvarsebo och dansaren och pedagogen Ann-Marie Qvarsebo och bror till skulptören Thomas Qvarsebo.
Mellan åren 1963 och 1964 var han elev hos Waldemar Lorentzon. Han är annars autodidakt och har på egen hand studerat och inspirerats av konstnärer som Dalí och Leonardo da Vinci. Han arbetar med måleri, skulptur och grafik. Stilen i hans måleri bär spår av surrealismens drömska bilder. Bland motiven finns katter, sländor och parafraser på kända verk.